# Amblin Partners
Storyteller Distribution Co. LLC, exerçant ses activités sous le nom d'Amblin Partners LLC., est une société de production de divertissement indépendante américaine. Elle développe et produit des films sous les bannières Amblin Entertainment et DreamWorks Pictures, ainsi que des séries télévisées via Amblin Television.
Les partenaires d'investissement de la société comprennent Reliance Entertainment de Reliance Group, Lionsgate Studios, Alibaba Pictures d'Alibaba Group et Universal Pictures de NBCUniversal/Comcast. Les films produits par Amblin Partners sont principalement distribués par Universal en Amérique du Nord et dans certains territoires internationaux, et par des distributeurs tiers via Mister Smith Entertainment dans d'autres pays,.

## Historique
Amblin Partners est une société de production audiovisuel américaine fondée en décembre 2015 par Steven Spielberg (Amblin Entertainment), Jeff Skoll (Participant Media), Anil Ambani (Reliance Anil Dhirubhai Ambani Group) et Darren Throop (Entertainment One). Le but premier de la compagnie est de produire et distribuer des films et programmes télévisés pour DreamWorks Pictures, Amblin Entertainment et Participant Media. Pour le cinéma, elle utilise DreamWorks pour les films adultes, Amblin pour les films plutôt familiaux et Participant pour les thèmes de justice sociale.
Amblin Partners annonce dans la foulée de sa création un accord de distribution de cinq ans avec Universal Pictures ou son label spécialisé, Focus Features,. La Fille du train (2016) est le premier film développé.
En octobre 2016, Amblin Partners signe un contrat avec l'entreprise chinoise Alibaba Pictures, filiale d'Alibaba Group. En février 2017, Universal acquiert une part minoritaire d'Amblin Partners.

## Productions
Sauf indication contraire, les informations mentionnées dans cette section peuvent être confirmées par la base de données cinématographiques IMDb,  présente dans la section « Liens externes ».
- 2016 : Le Bon Gros Géant (The BFG) de Steven Spielberg
- 2016 : Une vie entre deux océans (The Light Between Oceans) de Derek Cianfrance
- 2016 : La Fille du train (The Girl on the Train) de Tate Taylor
- 2016 : Joyeux Bordel ! (Office Christmas Party) de Josh Gordon et Will Speck
- 2017 : Mes vies de chien (A Dog's Purpose) de Lasse Hallström
- 2017 : Ghost in the Shell de Rupert Sanders
- 2017 : Thank You for Your Service de Jason Hall
- 2017 : Pentagon Papers (The Post) de Steven Spielberg
- 2018 : Ready Player One de Steven Spielberg
- 2019 : 1917 de Sam Mendes
- 2021 : Finch de Miguel Sapochnik
- 2022 : The Fabelmans de Steven Spielberg
- 2023 : The Last Voyage of the Demeter d'André Øvredal
- 2024 : Long Distance (Distant) de Josh Gordon et Will Speck
- 2024 : Carry-On de Jaume Collet-Serra
- 2025 : The Thursday Murder Club de Chris Columbus